# Unto Hautalahti
Unto Hautalahti (* 11. März 1936 in Hakalahdenk) ist ein ehemaliger finnischer Radsportler.

## Sportliche Laufbahn
Er nahm an den Olympischen Spielen 1960 in Rom im olympischen Straßenrennen und im Mannschaftszeitfahren teil, wobei er Platz 59 bzw. für Finnland den 20. Platz belegte. In den Jahren 1960, 1961 und 1966 wurde er finnischer Meister im Straßenrennen. Des Weiteren nahm er zwischen 1958 und 1964 an der Internationalen Friedensfahrt teil, wo er im Jahr 1961 mit Platz 48 seine beste Platzierung erreichte. Mit dem Porvoon ajot gewann er 1960 und 1961 das älteste finnische Eintagesrennen.
Bei den UCI-Straßen-Weltmeisterschaften 1966 auf dem Nürburgring belegte er im Straßenrennen der Amateure den 50. Platz.